# Utsjoki prästgård

Utsjoki prästgård är en prästgård för Utsjoki församling i Lappland i Finland, som ritades av Carl Ludvig Engel och som färdigställdes 1843.
Byggandet av Utsjoki prästgård bekostades av staten. Huset uppfördes i empirstil vid stranden av Mantojärvi. Vid prästgården finns rödmålade uthus, varav de äldsta är från 1700-talet. 
Tillsammans med intilliggande Utsjoki kyrka samt fjorton bevarade kyrkstugor utgör prästgården en kulturmiljö, som klassificerats som värdefull, Utsjokis kyrkomiljö.